# Кућа Марковића у Краљеву
Кућа Марковића у Краљеву изграђена је у периоду од 1903. до 1906. године. Заштићена је као споменик културе од 1997. године. Објекат се налази у Карађорђевој улици, на броју 7.

## Историја
Кућу је изградио београдски рентеријер и кафеџија Сретен Стојадиновић. Сретен је био власник кафане Касина која се и данас налази на Теразијама. Након смрти супруге, кућу је поклонио ћерки и зету, апотекару Миодрагу Марковићу. Једно време је у дворишном делу куће становала и породица Јовичић из које потиче Олга Јовичић Рита, студенткиња која је организовала радничке штрајкове у Краљеву 1936. и 1937. године.

## Изглед
Кућа се састоји од већег и репрезентативнијег објекта који се налази уз регулациону линију, као и од мањег који се наслања на већи објекат. Улазна капија и елементи од кованог гвожђа израдио је познати београдски мајстор Виктор Колачек, а кућа је пројекат београдског инжењера М. Смиљанића.
Главна зграда са подрумом је изграђена у електичком духу, осим фасаде која је изграђена у духу класицизма. Кућу красе богато декорисани надпрозорници. Украшени су са стилизованим фигуралним и флоралним орнаментима сецесије. Дворишна кућа је скромније украшена и карактеришу је одлике народног градитељства.

## Галерија
- Фасада куће
- Улазна врата
- Детаљи
- Детаљи на прозору